# Пугасов, Никита Яковлевич
Никита Яковлевич Пугасов (ум. 20 апреля 1911, Ташкент) — русский предприниматель, живший и работавший в Туркестане, купец 1-й гильдии.

## Биография
В начале 1870-х годов жил в Ташкенте, где основал торговое предприятие. В дальнейшем переехал в город Верный. В 1872 году женился на дочери ташкентского купца Евдокие Евтихиевне Фоминой. В начале XX века фирма Пугасова была охарактеризована В. Е. Недзвецким как «самая солидная во всем Туркестанском крае». Владел магазинами в разных городах края, а также винокуренными, водочными и кожевенным заводом. В 1902 году на первой сельскохозяйственной выставке получил диплом Семиреченского общества сельского хозяйства за «очень хорошее качество водки, водочных изделий и кож, выделываемых на его заводах».
Принимал активное участие в общественной жизни города Верного: был гласным городской думы, церковным старостой Туркестанского кафедрального собора, почётным мировым судьёй окружного суда и т. д. Занимался благотворительностью: в частности, жертвовал значительное количество хлеба городскому детскому приюту.
В 1906 году вернулся в Ташкент. В 1910 году учредил Торговый дом «Никита Пугасов и Сыновья» с главной конторой в Ташкенте. Умер там же в 1911 году.
Имя Пугасова носит «Пугасов мост» на улице Кабанбай батыра (исторически — Мешанской) через реку Малая Алматинка в Алма-Ате. После землетрясения в Верном в 1887 году, Пугасов был среди нескольких купцов, пожертвовавших крупные суммы денег на сооружение мемориальной часовни (в 1927 году — утрачена).